# Grand Prix de triathlon 1998
Navigation
Grand Prix de triathlon 1997 Grand Prix de triathlon 1999
Le Grand Prix de triathlon 1998 est composée de cinq courses organisées par la Fédération française de triathlon (FFTRI). Chaque course est disputée au format sprint soit 750 m de natation, 20 km de cyclisme et 5 km de course à pied. Cette année là, il est aussi appelé Grand Prix Aréna.  

## Calendrier
| Étapes   | Date                     | Villes    |
| -------- | ------------------------ | --------- |
| 1° étape |                          | Oyonnax   |
| 2° étape | dimanche 7 juin 1998     | Bourges   |
| 3° étape | dimanche 28 juin 1998    | Dunkerque |
| 4° étape | dimanche 26 juillet 1998 | Vesoul    |
| 5° étape |                          | La Baule  |

## Clubs engagés

### Hommes
- E.C. Sartrouville Triathlon
- Racing Club de France
- Poissy Tri Duathon Club
- Triathl'Aix
- TC Boulogne-Billancourt
- TGV Saint-Quentin
- Tricastin TC (Team Assytem tricastin)
- Rennes Triathlon
- Montpellier Agglo triathlon

### Femmes
- Beauvais Triathlon
- TC Boulogne-Billancourt
- Tricastin TC

## Résultats

### Vesoul
| Position           | Hommes                      | Femmes |
| ------------------ | --------------------------- | ------ |
| Médaille d'or      | E.C. Sartrouville Triathlon |        |
| Médaille d'argent  | Racing Club de France       |        |
| Médaille de bronze | Montpellier Agglo triathlon |        |

## Classement général final
| Position | Hommes                      | Hommes | Femmes                  | Femmes |
| Position | Équipes                     | Points | Équipes                 | Points |
| -------- | --------------------------- | ------ | ----------------------- | ------ |
|          | Poissy triathlon            |        | Beauvais Triathlon      |        |
|          | E.C. Sartrouville Triathlon |        | TC Boulogne-Billancourt |        |
|          | Racing Club de France       |        | Tricastin TC            |        |
| 4e       | Triathl'Aix                 |        |                         |        |
| 5e       | Montpellier Agglo triathlon |        |                         |        |
| 6e       |                             |        |                         |        |
| 7e       |                             |        |                         |        |
| 8e       |                             |        |                         |        |
| 9e       |                             |        |                         |        |
| 10e      |                             |        |                         |        |
| 11e      |                             |        |                         |        |
| 12e      |                             |        |                         |        |
| 13e      |                             |        |                         |        |
| 14e      |                             |        |                         |        |
| 15e      |                             |        |                         |        |
| 16e      |                             |        |                         |        |

## Résultats individuels
| Hommes                                       | Oyonnax | Bourges | Dunkerque | Vesoul | La Baule |
| -------------------------------------------- | ------- | ------- | --------- | ------ | -------- |
| Olivier Marceau (Poissy Triathlon)           | 1er     |         | 3e        |        |          |
| Sylvain Dodet (Poissy Triathlon)             |         | 1er     |           |        |          |
| Ralf Eggert (Triathl'Aix)                    |         | 2e      |           |        |          |
| Jean-Christophe Guinchard (Poissy Triathlon) |         | 3e      |           |        |          |
| Chris McCormack (Tricastin TC)               |         |         | 1er       |        |          |
| Rob Barel (TGV Saint-Quentin)                |         |         | 2e        |        |          |
| Craig Watson (E.C. Sartrouville Triathlon)   |         |         |           | 1er    |          |
| Trent Chapman (Rennes Triathlon)             |         |         |           | 2e     |          |
| Stéphane Poulat (Racing Club de France)      |         |         |           | 3e     |          |

| Femmes                              | Oyonnax | Bourges | Dunkerque | Vesoul | La Baule |
| ----------------------------------- | ------- | ------- | --------- | ------ | -------- |
| Isabelle Mouthon                    |         | 1er     |           |        |          |
| Nicole Hackett                      |         | 2e      |           |        |          |
| Lucy Smith                          |         | 3e      | 1er       |        |          |
| Beth Thomson                        |         |         | 2e        |        |          |
| Sophie Delemer (Beauvais Triathlon) |         |         | 3e        |        |          |